# Товарищество собственников жилья
Това́рищество со́бственников жилья́ (ТСЖ) — юридическое лицо, некоммерческая организация, созданная на основе объединения собственников помещений многоквартирного дома или собственников соседних участков с жилыми строениями (домами) для совместного управления теми помещениями этого дома и землями, которые находятся в совместном владении и пользовании, а также для ведения хозяйственной деятельности в таком доме и на земле, находящейся в совместном владении, в форме эксплуатации общего имущества, строительства дополнительных помещений и объектов общего имущества, а также сдачи в аренду, внаём части общего имущества в многоквартирном доме или общего земельного участка.

## Виды товариществ собственников в России
Правовые формы товариществ собственников в Российской Федерации:
- Товарищество собственников жилья во вновь создаваемом кондоминиуме (ТСЖВСК), регистрировались вплоть до 01.03.2005[1];
- Товарищество собственников во вновь создаваемом кондоминиуме (ТСВСК), регистрировались вплоть до 01.03.2005;
- Товарищество собственников жилья в строящихся многоквартирных домах (ТСЖСМД), регистрировались с 2005 по 2013 год[2];
- Товарищество собственников недвижимости (ТСН) — регистрируются с 2015 года[3].
- Товарищество собственников жилья (ТСЖ) на базе одного дома;

Товарищество собственников жилья представляло собой российский эквивалент кондоминиума с 1993 года по 01.04.1998 год.

### Товарищество собственников недвижимости
С 1 сентября 2014 года вступили в силу поправки к Гражданскому кодексу Российской Федерации, согласно которым вводится новая организационно-правовая форма некоммерческих организаций — Товарищество собственников недвижимости, объединяющая владельцев любых типов недвижимости.
Согласно статье 135 Жилищного кодекса РФ, Товариществом собственников жилья признается вид товариществ собственников недвижимости, представляющий собой объединение собственников помещений в многоквартирном доме для совместного управления общим имуществом в многоквартирном доме (либо общим имуществом собственников помещений в нескольких многоквартирных домах), обеспечения владения, пользования и в установленных законодательством пределах распоряжения общим имуществом в многоквартирном доме (либо совместного использования имущества, находящегося в собственности собственников помещений в нескольких многоквартирных домах), осуществления деятельности по созданию, содержанию, сохранению и приращению такого имущества, предоставления коммунальных услуг лицам, пользующимся в соответствии с настоящим Кодексом помещениями в данных многоквартирных домах, а также для осуществления иной деятельности, направленной на достижение целей управления многоквартирными домами либо на совместное использование имущества, принадлежащего собственникам помещений в нескольких многоквартирных домах.
В соответствии со статьёй 137 Жилищного кодекса РФ любой собственник, вне зависимости от того, является ли он членом ТСЖ или нет, обязан оплачивать взносы на обслуживание дома, собираемые ТСЖ.

## Преимущества
В отличие от территориального общественного самоуправления (ТОС) в многоквартирном доме ТСЖ не является одной из форм местного самоуправления (Статья 27 Федерального закона от 6 октября 2003 г. N 131-ФЗ «Об общих принципах организации местного самоуправления в Российской Федерации»). ТСЖ позволяет активным собственникам приобрести правосубъектность объединения собственников, более оперативно принимать самостоятельные решения по управлению, содержанию и текущему ремонту дома.